# Salem Zenia

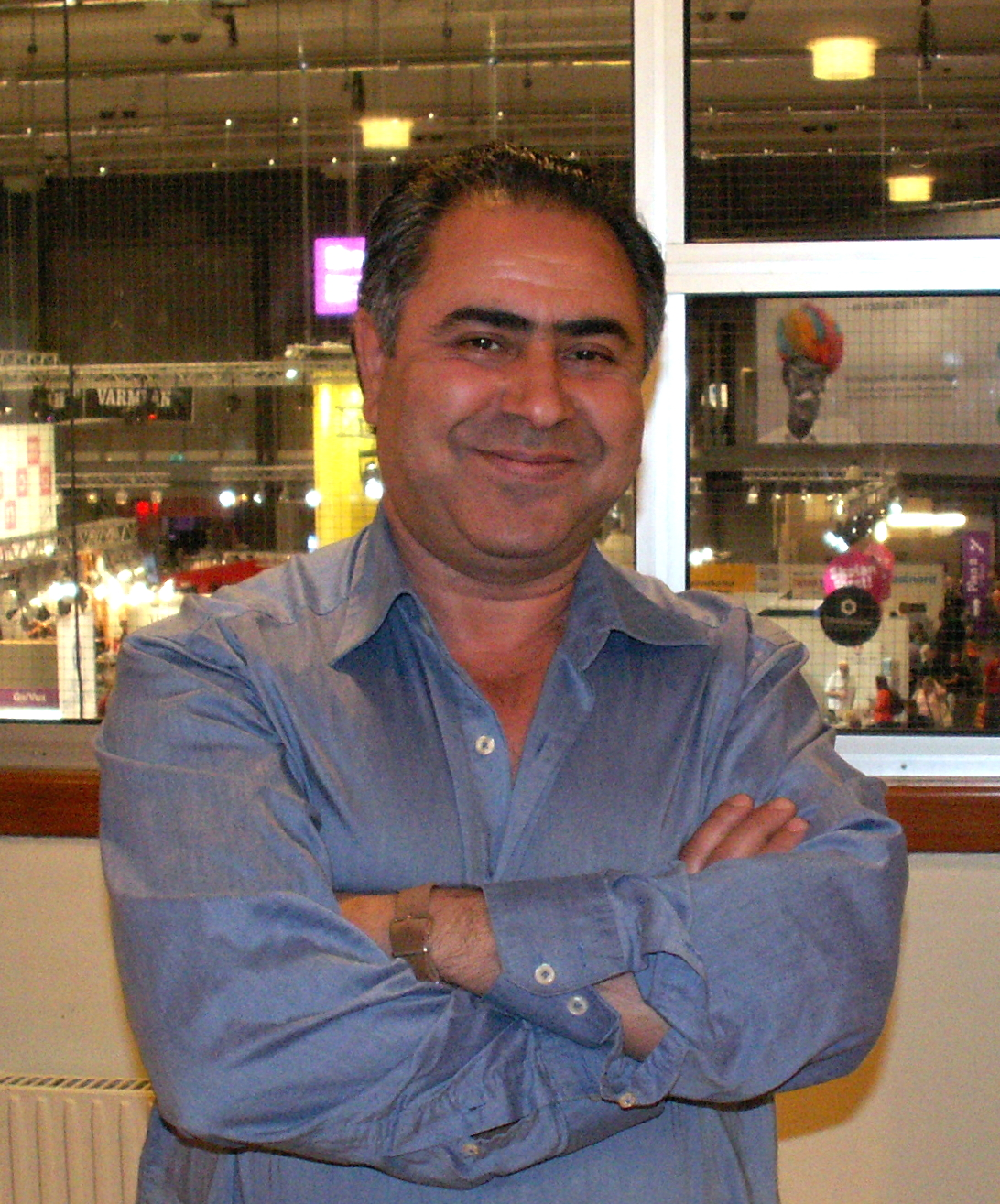

Salem Zenia, es un periodista,  poeta y novelista argelino de origen cabileño nacido el 26 de septiembre de 1962 en Frèha (Tizi-Ouzou). 

## Biografía
Estudió en la escuela de su pueblo natal y más tarde en el instituto masculino de Azazga y periodismo a distancia en l’Ecole Universalis (Liège, Belgique), .
Militante de movimientos que reivindican más autonomía para el pueblo bereber, vive refugiado en Barcelona.  
Ha trabajado como periodista y publicado artículos y entrevistas para diversas publicaciones. En 1998 fundó su propio diario Racines/Iz’uran, orientado a la promoción de la lengua bereber y el 15 de julio de 2005 recibió un diploma de honor de la asociación Tamazgha en París por su aportación a la literatura en amazico